# Brugairolles
Brugairolles település Franciaországban, Aude megyében. Lakosainak száma 301 fő (2022. január 1.). Brugairolles Cailhau, Cambieure, Malviès, Montréal, Routier és Villarzel-du-Razès községekkel határos.

## Népesség
A település népességének változása:
| Lakosok száma | 267  | 199  | 207  | 236  | 260  | 262  | 273  | 283  | 287  | 301  |
|               | 1968 | 1982 | 1990 | 2006 | 2013 | 2015 | 2017 | 2019 | 2020 | 2022 |